# Cody Fern
Cody Fern (sinh 6 tháng 7 năm 1988) là nam diễn viên và đạo diễn người Úc. Anh từng vào vai Michael Langdon trong sê-ri American Horror Story: Apocalypse (2018).

## Danh sách phim

### Điện ảnh
| Year | Title                       | Role                | Notes                                         |
| ---- | --------------------------- | ------------------- | --------------------------------------------- |
| 2008 | Hole in the Ground          | Zack                | Phim ngắn                                     |
| 2010 | Still Take You Home         | Milk                | Phim ngắn                                     |
| 2010 | Drawn Home                  | Steve               | Phim ngắn                                     |
| 2011 | 3AM                         | Nj                  | Phim ngắn                                     |
| 2014 | The Last Time I Saw Richard | Richard             | Phim ngắn                                     |
| 2017 | The Tribes of Palos Verdes  | Jim Mason           |                                               |
| 2017 | Pisces                      | Charlie             | Phim ngắn; đồng thời là đạo diễn và biên kịch |
| 2018 | The Great Darkened Days     | Travelling Salesman |                                               |
| N/A  | Stu (film)                  | N/A                 |                                               |

### Truyền hình
| Year | Title                                    | Role            | Notes                      |
| ---- | ---------------------------------------- | --------------- | -------------------------- |
| 2014 | Christmas Eve, 1914                      | Arnold Chapman  | Phim truyền hình           |
| 2018 | Truyện hình sự Mỹ: Ám sát Gianni Versace | David Madson    | Vai phụ                    |
| 2018 | Truyện kinh dị Mỹ: Tận thế               | Michael Langdon | Vai chính                  |
| 2018 | House of Cards                           | Duncan Shepherd | Vai chính                  |
| 2019 | Truyện kinh dị Mỹ: 1984                  | Xavier Plympton | Vai chính                  |
| 2021 | Eden                                     | Andy Dolan      | Vai chính                  |
| 2021 | Những câu truyện kinh dị Mỹ              | Stan Vogel      | Tập: "Feral"               |
| 2021 | Truyện kinh dị Mỹ: Hai câu chuyện        | Valiant Thor    | Phần 2: Thung lũng tử thần |